# العلاقات الغينية اللاتفية
العلاقات الغينية اللاتفية هي العلاقات الثنائية التي تجمع بين غينيا ولاتفيا.

## مقارنة بين البلدين
هذه مقارنة عامة ومرجعية للدولتين:
| وجه المقارنة                                              | غينيا       | لاتفيا                                             |
| --------------------------------------------------------- | ----------- | -------------------------------------------------- |
| المساحة (كم2)                                             | 245.86 ألف  | 64.59 ألف                                          |
| عدد السكان (نسمة)                                         | 12.72 مليون | 1.93 مليون                                         |
| الكثافة السكانية (ن./كم²)                                 | 51.74       | 29.88                                              |
| العاصمة                                                   | كوناكري     | ريغا                                               |
| اللغة الرسمية                                             | لغة فرنسية  | اللغة اللاتفية                                     |
| العملة                                                    | فرنك غيني   | يورو، لاتس لاتفي، الروبل اللاتفي ‏، الروبل اللاتفي ‏ |
| الناتج المحلي الإجمالي (بليون دولار)                      | 10.50 مليار | 30.26 مليار                                        |
| الناتج المحلي الإجمالي (تعادل القوة الشرائية) بليون دولار | 15.24 مليار | 49.24 مليار                                        |
| الناتج المحلي الإجمالي الاسمي للفرد دولار أمريكي          | 531         | 14.06 ألف                                          |
| الناتج المحلي الإجمالي للفرد دولار أمريكي                 | 1.22 ألف    | 23.55 ألف                                          |
| مؤشر التنمية البشرية                                      | 0.411       | 0.819                                              |
| رمز المكالمات الدولي                                      | +224        | +371                                               |
| رمز الإنترنت                                              | .gn         | .lv                                                |
| المنطقة الزمنية                                           | 00          | ت ع م+02:00، ت ع م+03:00، أوروبا/ريغا ‏             |

## منظمات دولية مشتركة
يشترك البلدان في عضوية مجموعة من المنظمات الدولية، منها:
| علم المنظمة | اسم المنظمة                               | تاريخ انضمام غينيا | تاريخ انضمام لاتفيا |
| ----------- | ----------------------------------------- | ------------------ | ------------------- |
|             | مؤسسة التنمية الدولية                     | 26 سبتمبر 1969     | 11 أغسطس 1992       |
|             | يونسكو                                    | 2 فبراير 1960      | 9 يوليو 1951        |
|             | وكالة ضمان الاستثمار متعدد الأطراف        | 5 أكتوبر 1995      | 21 أغسطس 1998       |
|             | الأمم المتحدة                             | 12 ديسمبر 1958     | 17 سبتمبر 1991      |
|             | الفريق المعني برصد الأرض                  | ?                  | ?                   |
|             | الاتحاد البريدي العالمي                   | ?                  | ?                   |
|             | البنك الدولي للإنشاء والتعمير             | 28 سبتمبر 1963     | 11 أغسطس 1992       |
|             | منظمة حظر الأسلحة الكيميائية              | ?                  | ?                   |
|             | مؤسسة التمويل الدولية                     | 22 أكتوبر 1982     | 29 سبتمبر 1993      |
|             | المركز الدولي لتسوية المنازعات الاستشارية | 4 ديسمبر 1968      | 7 سبتمبر 1997       |
|             | منظمة التجارة العالمية                    | 25 أكتوبر 1995     | 1999                |
|             | منظمة الشرطة الجنائية الدولية             | ?                  | ?                   |

## وصلات خارجية
- موقع وزارة الخارجية اللاتفية